# Napoleon-Radweg 1806
Der Napoleon-Radweg oder Radweg 1806 ist eine etwa 34 Kilometer lange regionale  touristische Radroute in Thüringen, die zu den Schauplätzen der Schlacht bei Jena und Auerstedt am 14. Oktober 1806 führt. Er wurde anlässlich des 200. Jahrestages dieser Schlacht im Jahre 2006 ausgewiesen. Gleichzeitig bietet er eine verkehrsarme Fahrradverbindung zwischen Jena und der Nachbarstadt Apolda.

## Streckenprofil und Streckenverlauf
Die wetterunabhängig befahrbare Radroute führt überwiegend über befestigte Wege abseits der Hauptstraßen, jedoch kommen alle Oberflächenqualitäten vor. Auf einigen Abschnitten müssen Landstraßen mit schwacher bis mäßiger Verkehrsbelastung ohne besondere Berücksichtigung des Radverkehrs benutzt werden. Die Wegweisung ist im Bereich Cospeda – Krippendorf nicht immer eindeutig, da mit dem Logo des Radweges auch von der Radroute abweichende Wanderwege gekennzeichnet werden.
Die Radroute zweigt an der Gaststätte „Papiermühle“, etwa 2,5 Kilometer westlich der Jenaer Innenstadt, von der Radroute „Thüringer Städtekette“ ab und führt über einen steilen Anstieg (rund 160 Höhenmeter auf 1,8 Kilometer Strecke) nach Cospeda, weiter in welligem Höhenprofil durch die Jenaer Außenvororte Closewitz und Krippendorf. Nach einem Anstieg zur Krippendorfer Bockwindmühle wird der Stadtkreis Jena verlassen. Über die kleinen Orte Hermstedt und Schöten geht es durch den Schötener Grund (Schotterweg) nach Apolda, wobei die Strecke fast ununterbrochen bergab verläuft.
Nach Durchfahren der Innenstadt wird Apolda in nordöstlicher Richtung durch die Auenstraße verlassen und nach Überqueren eines Höhenrückens Wickerstedt erreicht. Ab hier wird die Route des Ilmtal-Radweges bis Bad Sulza mitbenutzt. Von Bad Sulza aus fährt man entlang des Emsenbaches auf einem Teilstück der Saale-Unstrut-Elster-Rad-Acht („Emsenbach-Radweg“) bis zum Endpunkt Auerstedt.